# Cakile maritima
A eruca-marítima (Cakile maritima) é uma planta da família das brassicáceas (antigas crucíferas, a que também pertencem as couves e os nabos) cujo habitat preferencial são zonas arenosas junto ao litoral, especialmente em dunas. É uma planta carnuda, que atinge de 1 a 4 dm de altura, com ramos a partir da base. Floresce de Março a Dezembro (no hemisfério norte), apresentando pétalas lilacíneas ou brancas. As flores estão dispostas em rácemos ou cachos pouco densos. As folhas são sinuado-dentadas, compostas por vários segmentos que se apresentam inteiros ou com recortes arredondados minúsculos (isto é, margem crenulada).

## Distribuição geográfica
É frequente na costa portuguesa, excepto em locais onde as arribas são tocadas pela ondulação, impedindo a formação de praias. Assim, pode ser encontrada em todo o Algarve Ocidental, grande parte do Alentejo Litoral a Sul de Sines, Arrábida, Lisboa e grande parte do litoral entre Sintra e o Cabo Mondego, bem como em extensos sectores da costa para Norte do Douro (como na Área de Paisagem Protegida do Litoral de Esposende).